# Hoscheid
Hoscheid (Luxemburgs: Houschent) is een plaats in de Luxemburgse gemeente Parc Hosingen.
Tot 2012 was Hoscheid een onafhankelijke gemeente behorende tot het kanton Diekirch. De nieuwe gemeente Parc Hosingen valt echter, net als de andere fusiegemeentes Consthum en Hosingen voorheen, onder het kanton Clervaux.
De gemeente had een totale oppervlakte van 10,42 km2 en telde 551 inwoners op 1 januari 2007.

## Ontwikkeling van het inwoneraantal
| Jaar                              | 2001 | 2002 | 2003 | 2004 | 2005 |
| --------------------------------- | ---- | ---- | ---- | ---- | ---- |
| Inwoneraantal                     | 418  | 424  | 484  | 490  | 519  |
| Opmerking: tellingen op 1 januari |      |      |      |      |      |

Bockholtz · Consthum · Dorscheid · Holzthum · Hoscheid · Hosingen · Neidhausen · Rodershausen · Untereisenbach · Wahlhausen

Luxemburgse gemeenten · Kanton Clervaux · Luxemburg